# El sabor de las cerezas
El sabor de las cerezas (en persa طعم گیلاس, Taʿm-e gilâs) es una película iraní escrita y dirigida por Abbas Kiarostami y protagonizada por Homayon Ershadi. Se estrenó en la 50.ª edición del Festival de Cannes en 1997, donde ganó la Palma de Oro ex-aequo con La anguila de Shohei Imamura.

## Argumento
El señor Badii recorre Teherán y sus afueras en su coche en busca de alguien que acceda a realizar cierto trabajo para él a cambio de una gran suma de dinero. Durante sus conversaciones con los posibles candidatos, revela que su plan es suicidarse y que incluso ha cavado su propia tumba, por lo que sólo necesita encontrar un hombre dispuesto a echar unas paletadas de tierra sobre su cuerpo sin vida. Pero en los tres casos las renuencias son muy fuertes, debido a la oposición que enfrenta esta práctica por casi cualquier religión. 

## Premios y nominaciones
| Año  | Premio                                                  | Categoría                                     | Resultado |
| ---- | ------------------------------------------------------- | --------------------------------------------- | --------- |
| 1997 | Festival de Cannes                                      | Palma de Oro                                  | Ganadora  |
| 1998 | Sociedad de Críticos de Cine de Boston                  | Mejor película en lengua extranjera           | Ganadora  |
| 1999 | Sociedad Nacional de Críticos de Cine de Estados Unidos | Mejor película en lengua extranjera           | Ganadora  |
| 1999 | Asociación de Críticos de Cine de Chicago               | Mejor película en lengua extranjera           | Nominada  |
| 1999 | Premios Cóndor de Plata                                 | Mejor película extranjera de habla no hispana | Nominada  |